# Фарзана Сагитова
Фарзана Фаткулова Сагитова (на башкирски: Фәрзәнә Фәтҡулла ҡыҙы Сәғитова; на руски: Фарзана Фаткулловна Сагитова) е съветска, руска и башкирска певица и музикална педагожка, професор.

## Биография
Родена е в село Кузяново, Башкирска АССР, РСФСР, СССР на 20 април 1943 г. Завършва средното Уфимско училище по изкуствата (1966) в класа на Миляуша Галеева Муртазина и Уфимския държавен институт по изкуствата (1974) в класа на Л. Г. Менабени.
Работи отначало като преподавателка в детска музикална школа в Ишимбай в периода 1966 – 1969 г.
От 1974 г. след дипломирането си остава да преподава в Уфимския държавен институт по изкуствата „Загир Исмагилов“, който се нарича Уфимска държавна художествена академия „Загир Исмагилов“ от 2003 до 2015 г. От 1981 г. завежда отдела по солово пеене, а от 1999 г. е ръководител на катедрата по вокално изкуство.
Авторка е на 14 научни и образователни творби. Нейният репертоар включва арии от опери, песни на башкирски език, от местни и чуждестранни композитори, башкирски народни песни.
Многократно е председател на журито на Междурегионалния конкурс на башкирски певци „Ирендик Мондари“, както и председател на журито на фестивала „Рейнбоу“, член е на журито на Първия международен конкурс за изпълнители „Загир Исмагилов“, в конкурсите „Влизам в света на изкуствата“ и Конкурса за вокалисти, завършили музикални висши училища в Русия.
Удостоена е с почетните звания „Заслужил деятел на изкуствата“ на Руската федерация (2008) и Република Башкортостан (1997), „Заслужил работник на културата“ на Башкирската АССР (1983). Носителка е на награда „Газиз Алмухаметов“ от Републиканския конкурс за млади певци (1970).